# Mainvillers
Ne doit pas être confondu avec Mainville ou Mainvilliers.
Mainvillers est une commune française située dans le département de la Moselle et le bassin de vie de la Moselle-Est.

## Géographie
Situé à 260 mètres d'altitude, le ruisseau de Brouch, le ruisseau l'Outenbach et le ruisseau Lollenbach sont les principaux cours d'eau qui traversent la commune.
Se situe sur la frontière entre les dialectes du francique mosellan — zone linguistique qui s'étend de Siegen au nord jusqu'à Mainvillers au sud — et les parlers lorrains romans.

### Communes limitrophes
| Hémilly  | Elvange     | Créhange    |
| Arriance | Mainvillers | Faulquemont |
| Many     | Thicourt    |             |

### Hydrographie
La commune est située dans le bassin versant du Rhin au sein du bassin Rhin-Meuse. Elle est drainée par le ruisseau de Brouch et le ruisseau l'Outenbach.

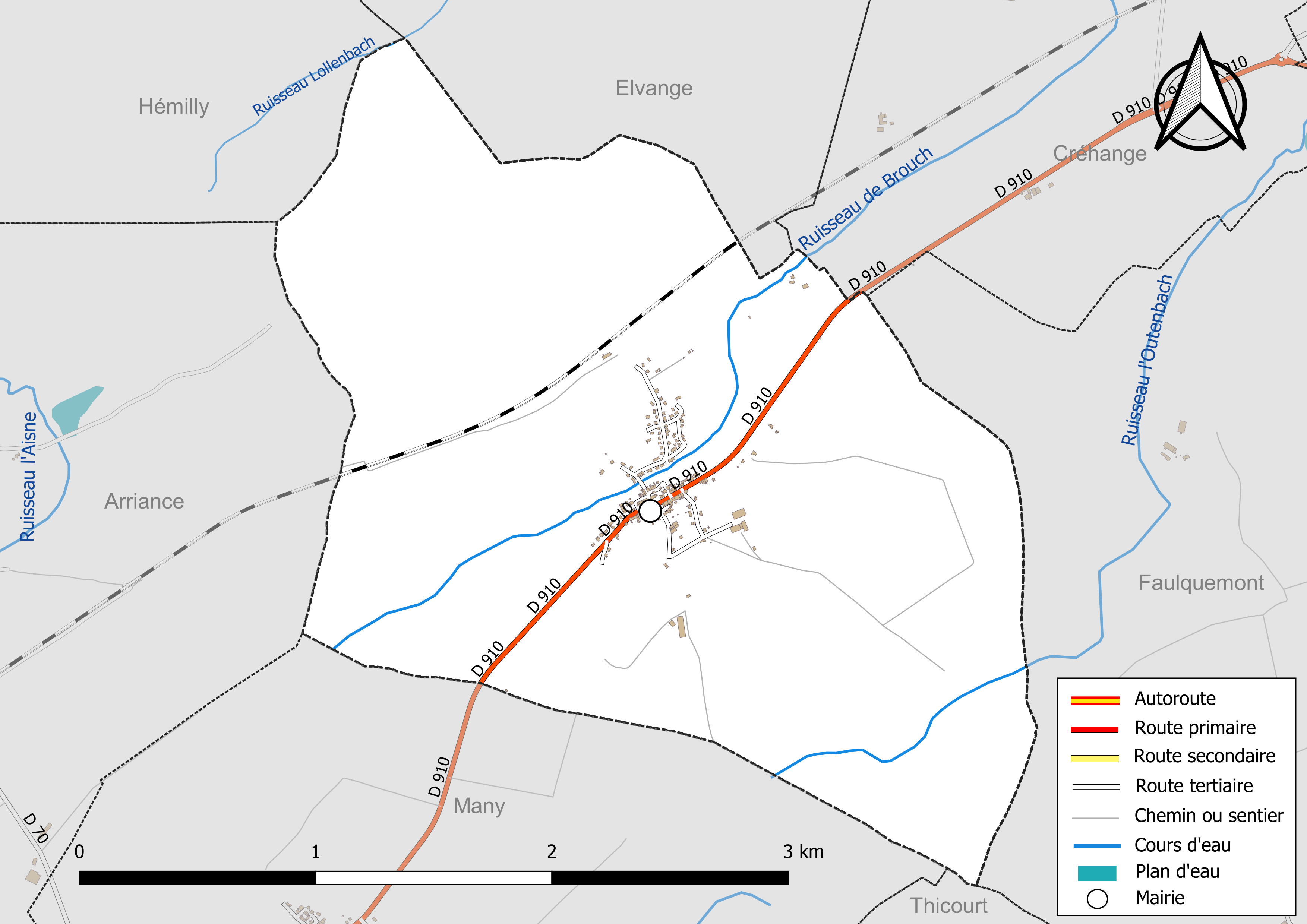
Réseaux hydrographique et routier de Mainvillers.

### Climat
Pour des articles plus généraux, voir Climat du Grand Est et Climat de la Moselle.
En 2010, le climat de la commune est de type climat des marges montargnardes, selon une étude du Centre national de la recherche scientifique s'appuyant sur une série de données couvrant la période 1971-2000. En 2020, Météo-France publie une typologie des climats de la France métropolitaine dans laquelle la commune est exposée à un climat semi-continental et est dans la région climatique  Lorraine, plateau de Langres, Morvan, caractérisée par un hiver rude (1,5 °C), des vents modérés et des brouillards fréquents en automne et hiver. 
Pour la période 1971-2000, la température annuelle moyenne est de 9,5 °C, avec une amplitude thermique annuelle de 16,7 °C. Le cumul annuel moyen de précipitations est de 831 mm, avec 11,9 jours de précipitations en janvier et 9,5 jours en juillet. Pour la période 1991-2020, la température moyenne annuelle observée sur la station météorologique de Météo-France la plus proche, « Lesse_sapc », sur la commune de Lesse à 7 km à vol d'oiseau, est de 10,7 °C et le cumul annuel moyen de précipitations est de 694,0 mm. 
La température maximale relevée sur cette station est de 40 °C, atteinte le 25 juillet 2019 ; la température minimale est de −20,7 °C, atteinte le 20 décembre 2009,,. 
Les paramètres climatiques de la commune ont été estimés pour le milieu du siècle (2041-2070) selon différents scénarios d'émission de gaz à effet de serre à partir des nouvelles projections climatiques de référence DRIAS-2020. Ils sont consultables sur un site dédié publié par Météo-France en novembre 2022.

## Urbanisme

### Typologie
Au 1er janvier 2024, Mainvillers est catégorisée commune rurale à habitat dispersé, selon la nouvelle grille communale de densité à sept niveaux définie par l'Insee en 2022.
Elle est située hors unité urbaine. Par ailleurs la commune fait partie de l'aire d'attraction de Faulquemont, dont elle est une commune de la couronne,. Cette aire, qui regroupe 7 communes, est catégorisée dans les aires de moins de 50 000 habitants,.

### Occupation des sols
L'occupation des sols de la commune, telle qu'elle ressort de la base de données européenne d’occupation biophysique des sols Corine Land Cover (CLC), est marquée par l'importance des territoires agricoles (66,7 % en 2018), en diminution par rapport à 1990 (71,8 %). La répartition détaillée en 2018 est la suivante : 
terres arables (63,2 %), forêts (28 %), zones urbanisées (5,3 %), prairies (3,5 %). L'évolution de l’occupation des sols de la commune et de ses infrastructures peut être observée sur les différentes représentations cartographiques du territoire : la carte de Cassini (XVIIIe siècle), la carte d'état-major (1820-1866) et les cartes ou photos aériennes de l'IGN pour la période actuelle (1950 à aujourd'hui).

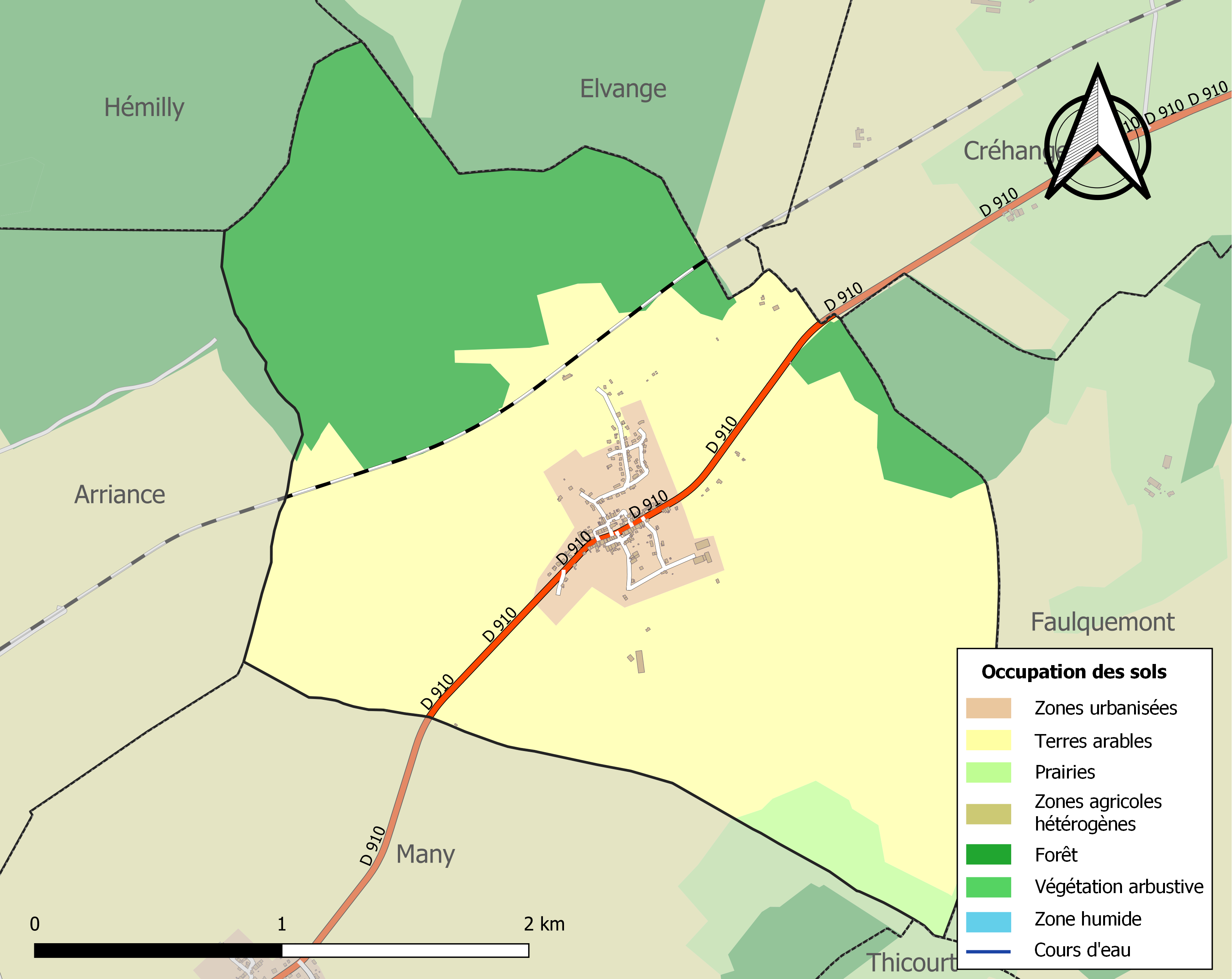
Carte des infrastructures et de l'occupation des sols de la commune en 2018 (CLC).

## Toponymie
- D'un nom de personne Manno + villare[13].
- Malranvilre en 991, Manvilre en 1121, Manviller en 1180, Maiwillre en 1210, Maiwillere en 1267, Mauwiller en 1346, Mewyler en 1424, Malweiller au XVIe siècle, Mauviller en 1544, Mauweiler en 1594, Malwer et Malver au XVIIe siècle, Maviller en 1634, Malviller en 1762, Mainville en 1793, Mainviller au XIXe siècle, Maiweiler en 1871-1918.
- En allemand : Mayweiler[14]. En francique lorrain : Maiwiller[15], également écrit Maiwilla. En lorrain roman : Mainvlé[14].

## Histoire
Dépendait de l'ancienne province de Lorraine (bailliage de Boulay). Ancienne cure de l'archiprêtré de Haboudange, qui dépendait de l'abbaye de Longeville-les-Saint-Avold.
En 1745, les habitants de ce village, situé en zone germanophone, eurent quelques difficultés avec leur régent d'école, à propos de la langue utilisée pour l'instruction de leurs enfants. En effet, le maître d'école Dominique Thiriet était originaire de Craincourt et il ignorait l'allemand. Alors que la majorité des Mainvillois ne connaissaient que cette langue et tenaient semble-t-il à la conserver. Par la suite, plusieurs d'entre eux adressèrent au vicaire  général de l'évêché de Metz une requête pour changer de professeur, chose qui fut faite en 1748. Le remplaçant, Fridrich Klotz, était lui, originaire de Mainvillers.
Mainvillers a été la localité du canton la plus sinistrée à la fin de la Seconde Guerre mondiale. La commune a reçu la croix de guerre avec étoile d'argent, à la suite de la citation à l'ordre de la division du 11 novembre 1948 :

« Commune Lorraine dont la presque totalité fut détruite ou gravement endommagée, a été durant l'occupation un centre de refuge pour les prisonniers évadés d'Allemagne. Par son attachement à la France, ses souffrances vaillamment supportées s'est acquis des droits à la reconnaissance du Pays »

.

## Héraldique
| Blason | Blasonnement : De gueules, au grill d'argent surmonté de trois glands versés du même rangés en chef. Commentaires : L'église a été bâtie par les religieux bénédictins de l'abbaye de Longeville-lès-Saint-Avold. Longeville porte de gueules, à trois glands versés d'argent. Le grill rappelle le martyre de saint Laurent, patron de la paroisse. |

## Politique et administration
| Période                                  | Période   | Identité          | Étiquette | Qualité |
| ---------------------------------------- | --------- | ----------------- | --------- | ------- |
| mars 1971                                | mars 1995 | Joseph Thiriet    |           |         |
| mars 1995                                | mars 2014 | Lucien Poinsignon |           |         |
| mars 2014                                | En cours  | Raymond Hauser    |           |         |
| Les données manquantes sont à compléter. |           |                   |           |         |

## Démographie
L'évolution du nombre d'habitants est connue à travers les recensements de la population effectués dans la commune depuis 1793. Pour les communes de moins de 10 000 habitants, une enquête de recensement portant sur toute la population est réalisée tous les cinq ans, les populations de référence des années intermédiaires étant quant à elles estimées par interpolation ou extrapolation. Pour la commune, le premier recensement exhaustif entrant dans le cadre du nouveau dispositif a été réalisé en 2005.

En 2022, la commune comptait 322 habitants, en évolution de −4,17 % par rapport à 2016 (Moselle : +0,52 %, France hors Mayotte : +2,11 %).
| 1793 | 1800 | 1806 | 1821 | 1836 | 1841 | 1861 | 1866 | 1871 |
| ---- | ---- | ---- | ---- | ---- | ---- | ---- | ---- | ---- |
| 401  | 374  | 422  | 420  | 427  | 435  | 442  | 412  | 406  |

| 1875 | 1880 | 1885 | 1890 | 1895 | 1900 | 1905 | 1910 | 1921 |
| ---- | ---- | ---- | ---- | ---- | ---- | ---- | ---- | ---- |
| 346  | 334  | 312  | 315  | 291  | 291  | 276  | 264  | 234  |

| 1926 | 1931 | 1936 | 1946 | 1954 | 1962 | 1968 | 1975 | 1982 |
| ---- | ---- | ---- | ---- | ---- | ---- | ---- | ---- | ---- |
| 210  | 228  | 219  | 200  | 198  | 213  | 197  | 187  | 230  |

| 1990 | 1999 | 2005 | 2006 | 2010 | 2015 | 2020 | 2022 | - |
| ---- | ---- | ---- | ---- | ---- | ---- | ---- | ---- | - |
| 238  | 278  | 274  | 271  | 268  | 338  | 327  | 322  | - |

## Culture locale et patrimoine

### Lieux et monuments
- Passage de l'ancienne voie romaine qui reliait Metz à Keskastel.
- Découverte au lieu-dit la Couche au « Haut d’Arriance » d'un petit bronze représentant la déesse Minerve avec son casque corinthien typique.
- Le Haut Château, sur la rue du même nom où l'on a retrouvé un des murs de l'ancien château.
- Église Saint-Laurent, détruite en avril 1732 et reconstruite en juin 1732, en 1768 agrandissement de l'église : mobilier XVIIIe siècle.
- Chapelle Notre-Dame-de-la-Visitation. Érigée en 1760 à la suite du vœu formulé par les habitants lors de l'épidémie de variole. Agrandie en 1774, détruite en novembre 1944 et reconstruite quelques années après la libération.
- Chapelle Notre-Dame-des-Sept-Douleurs encore appelée chapelle de la Vierge-des-Sept-Douleurs ou chapelle Saint-Blaise : pietà XVIIe siècle.

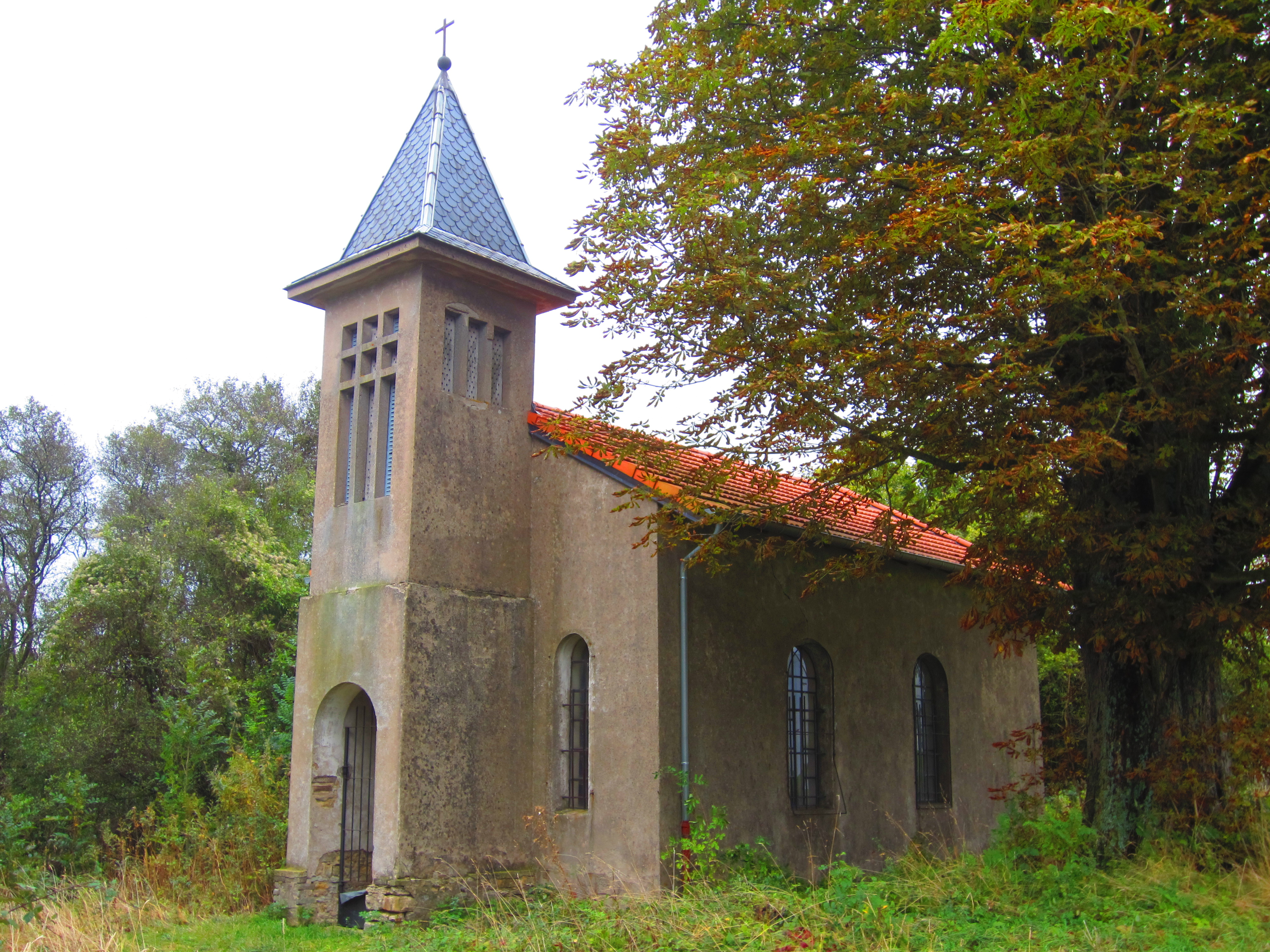
Chapelle Notre-Dame-de-la-Visitation.
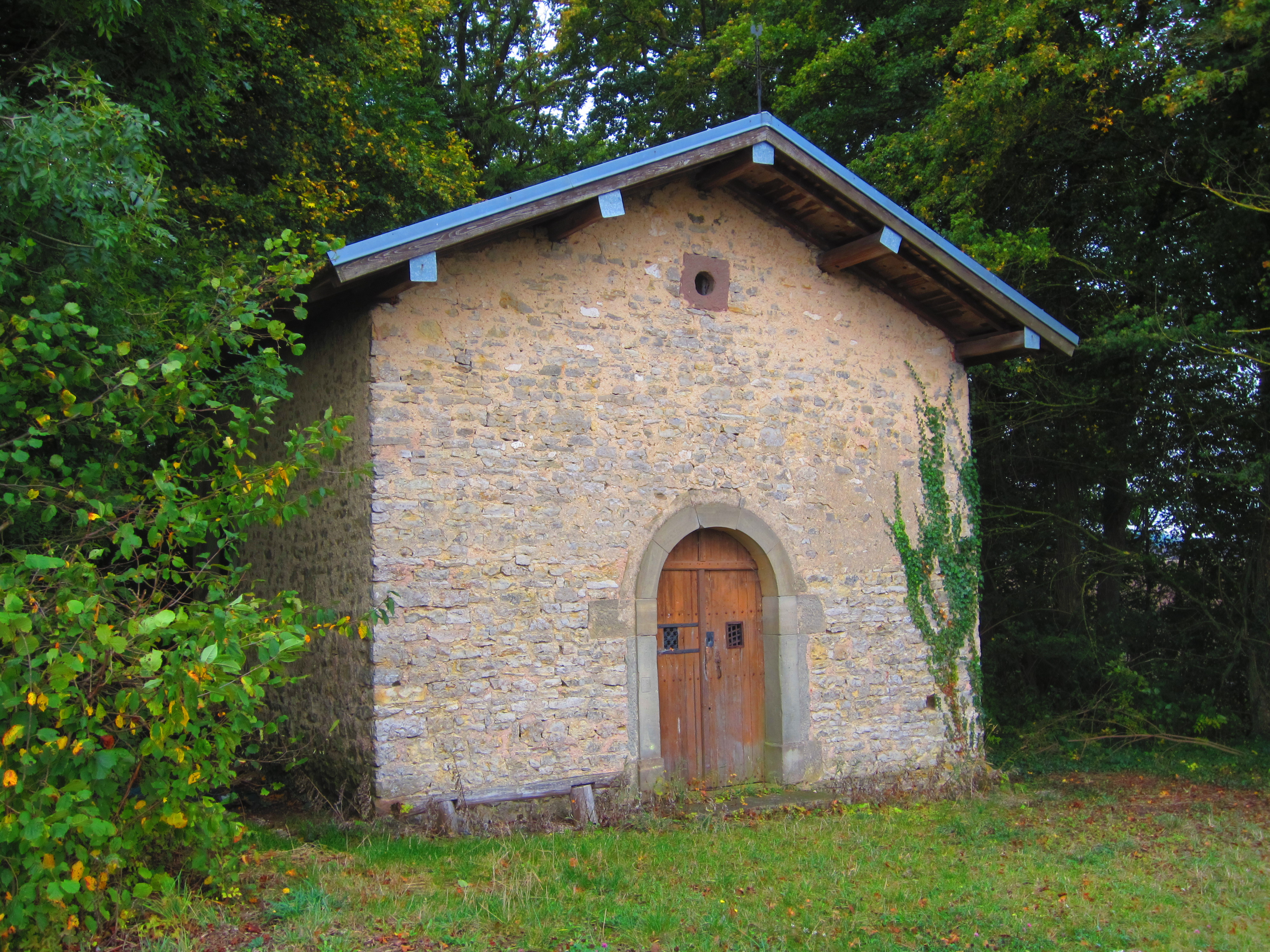
Chapelle Notre-Dame-des-Sept-Douleurs.

### Personnalités liées à la commune
- Philippe Joseph Patel (1741-1821), général des armées de la Révolution, est né dans la commune.